# Urus-Martan
Urus-Martan (in russo Урус-Мартан?; in ceceno Хьалха-Марта, Ẋalxa-Marta o anche МартантIе, Martanthe) è una città della Russia che si trova nella Repubblica Autonoma della Cecenia; sorge sulle rive del fiume Martan, un affluente del fiume, a circa 30 chilometri da Groznyj. Sorto nel luogo di un insediamento risalente al XVII secolo, ha ricevuto lo status di città nel 1990 ed è capoluogo dell'Urus-Martanovkij rajon.